# Ischnocolus decoratus
Ischnocolus decoratus är en spindelart som beskrevs av Benoy Krishna Tikader 1977. Ischnocolus decoratus ingår i släktet Ischnocolus och familjen fågelspindlar. Inga underarter finns listade i Catalogue of Life.